# فاطمه خانم کمینه
فاطمه خانم کمینه (به ترکی آذربایجانی: Fatma Xanım Mirzə Bəybaba qızı Kəminə)
یکی از شاعران زن معروف آذربایجان در قرن نوزدهم بود.

## زندگی‌نامه
فاطمه خانم کمینه در سال ۱۸۴۱ در شهر شوشی به دنیا آمد. پدرش «میرزا بیگ‌بابا فنا» نیز شاعر بود. فاطمه خانم کمینه در شهر شوشی تحصیل گرفت. به خاطر اینکه یک زن تحصیل کرده بود مردم او را «میرزا فاطمه خانم» می‌نامیدند. وی بیشتر اشعارش را در سبک کلاسیک می‌سرود. میر محسن نواب در «تذکره نواب» از وجود ۴۰۰ شعر فاطمه خانم خبر داده‌است. فاطمه در تشکل ادبی «مجلس فراموشان» روشنفکران شوشی که هدایت آن بر عهده میرمحسون نواب بود و در محفل ادبی «مجلس اونس» حضور فعالی داشت.
فاطمه خانم کمینه در سال ۱۸۹۸ در شوشی درگذشت. فریدون‌بیگ کوچرلی در نوشته خود دربارهٔ مرگ فاطمه خانم کمینه، او را «یکی از افراد نادر زمانه خود» دانسته‌است.

## خانواده
فاطمه خانم کمینه از خانواده «طاهرف‌ها»، یکی از خاندان اصیل شهر شوشی به‌شمار می‌رود. وی خویشاوند «طاهره طاهروا»، وزیر امور خارجه آذربایجان شوروی، و «میرزا حسن طاهرزاده»، چهارمین شیخ‌الاسلام قفقاز بود.